# تونژولیتو
تونژولیتو (به اسپانیایی: Tunjuelito) یک منطقهٔ مسکونی در کلمبیا است که در بوگوتا واقع شده‌است. تونژولیتو ۹٫۹۱ کیلومتر مربع مساحت و ۱۸۲٬۵۳۲ نفر جمعیت دارد و ۲٬۶۰۰ متر بالاتر از سطح دریا واقع شده‌است.